# Johan Adam Mannerstam
Johan Adam Wesslo, adlad Mannerstam, född den 31 augusti 1747, död den 23 januari 1832, var en svensk ämbetsman. Han var far till Johan Mannerstam.
Wesslo blev vice häradshövding 1767 och auditör vid konungens eget värvade regemente 1772. Han blev landssekreterare i Kronobergs län 1775, titulär lagman 1788 och var vice landshövding i nämnda län under tre månader 1791. Wesslo blev tjänstgörande lagman i Skåne 1792, vice landshövding i Kristianstads län 1799, fick landshövdings karaktär 1801 och blev lagman i Kalmar län 1805. Han adlades sistnämnda år med samma namn och introducerades på Riddarhuset under nummer 2182. Yngsta sonen Fredrik slöt atten vid sin död 1851. Han beviljades avsked från lagmansämbetet 1812.